# کلکاسرا
کلکاسرا، روستایی از توابع بخش مرکزی شهرستان رودسر در استان گیلان ایران است.

## جمعیت
این روستا در دهستان چینی جان قرار دارد و براساس سرشماری مرکز آمار ایران در سال ۱۳۸۵، جمعیت آن ۱٬۰۶۷ نفر (۳۰۵خانوار) بوده‌است.